# Норрис, Ландо
Ла́ндо Но́ррис (англ. Lando Norris; род. 13 ноября 1999 года, Бристоль, Великобритания) — британский автогонщик, участник чемпионатов мира по автогонкам в классе Формула-1, вице-чемпион 2018 года в классе Формула-2. С 2015 по 2017 годы он завоевал титулы в пяти разных первенствах, среди которых была Европейская Формула-3. С 2019 года выступает за команду McLaren в Формуле-1. Вице-чемпион мира (2024).

## Биография
Родился в Бристоле в семье Адама Норриса, отставного управляющего пенсионными накоплениями, управляющего директора финансовой компании Hargreaves Lansdown, одного из богатейших людей Бристоля.
Его мать Сиска из региона Фландрия в Бельгии, он второй по возрасту ребёнок в семье, вместе с тремя братьями и сестрами, двумя младшими сестрами Фло и Сиской и старшим братом Оливером, который также участвовал в картинге на соревновательном уровне. Норрис имеет как британское, так и бельгийское гражданство, и немного говорит на фламандском голландском.
Ландо получил частное образование в Миллфилдской школе в графстве Сомерсет. Позже его семья переехала в Гластонбери, чтобы облегчить ему учёбу и помочь продвинуться в гоночной карьере.
Норрис проживает в Уокинге, в непосредственной близости от штаб-квартиры McLaren.
Норрис собрал 12 000 долларов в Фонд солидарности с COVID-19 в поддержку Всемирной организации здравоохранения во время онлайн-трансляции на Twitch. Норрис также является основателем киберспортивной команды Team Quadrant.
В январе 2021 года во время отпуска в Дубае Норрис получил положительный результат на коронавирус. У него были незначительные симптомы, и ему пришлось оставаться изолированным в своем гостиничном номере в течение 14 дней, что нарушило его предсезонную подготовку, которую он должен был начать с предсезонного тренировочного сбора.

## Карьера
В 2016 году Норрис выиграл престижную награду McLaren Autosport BRDC Young Driver, что дало ему контракт на симуляторах McLaren в течение следующего года и членство в BRDC. После Гран-при Венгрии 2016 года принял участие в тестах команды на автодроме Хунгароринг. В августе 2017 года Норрис становится тестовым и резервным пилотом McLaren. В 2018 он проводит несколько тестовых и свободных практик в машине McLaren Формулы-1. А 3 сентября этого же года команда объявляет, что Норрис в 2019 году присоединится к McLaren в качестве гонщика Формулы-1.

### Формула-1
В начале 2017 года Норрис был подписан младшим гонщиком в McLaren. Позже в том же году Норрис принимал участие в тестах болида McLaren в ходе запланированных тестовых заездов в межсезонье. Он установил второй самый быстрый круг во второй день тестов на Хунгароринге. В конце 2017 года Норрис официально стал испытателем и резервным пилотом McLaren в сезоне 2018 года. Норрис участвовал в своей первой официальной тренировке на Гран-при Бельгии 2018 года. Он проехал 26 кругов за сессию и закончил сессию на 18-м месте из 20 машин, также опередив лучшее время круга другой машины McLaren, за рулём которой находился штатный пилот команды Стоффель Вандорн.

#### 2019
Ландо дебютировал на Гран-при Австралии 2019 года. Первые очки набрал 31 марта 2019 года на Гран-при Бахрейна за 6-е место.
Норрис завершил свой дебютный сезон в Формуле-1 на 11-м месте в чемпионате с 49 очками. В течение своего дебютного года Норрис продлил соглашение с McLaren до 2022 года.

#### 2020
Сезон 2020 начался для Норриса с первого подиума: на Гран-при Австрии он стартовал и финишировал четвёртым, но заработал 3-е место благодаря штрафу, полученному Льюисом Хэмилтоном, а также установил первый в карьере быстрый круг. Этот результат стал для Норриса лучшим в сезоне, но тем не менее, он регулярно набирал очки по ходу сезона. Единственный сход в сезоне произошёл на Гран-при Айфеля из-за проблем с силовой установкой. В Венгрии и Португалии он финишировал 13-м, а в России и вовсе 15-м — но в остальных гонках он неизменно оказывался в очковой зоне. В Испании и второй гонке в Бахрейне он финишировал 10-м, на Гран-при 70-летия — 9-м, а в Эмилии-Романье и дождевом Гран-при Турции — 8-м, в последнем случае дополнив это достижение установлением быстрого круга. В Бельгии он 7-й, в Тоскане — 6-й, несмотря на старт только с 11-й позиции. Наконец, на Гран-при Штирии, Гран-при Великобритании и заключительном Гран-при Абу-Даби он занял 5-е места, в последнем случае повторив свой лучший квалификационный результат — старт с 4-го места. Финишировав на Гран-при Италии — и в первой гонке в Бахрейне 4-м, всего он заработал 97 очков и закончил чемпионат на 9-м месте. Этот показатель оказался на 8 очков меньше чем у напарника — Карлоса Сайнса, позднее перешедшего в Феррари. Однако по квалификациям Норрис напарника опередил, стартовав впереди него в 9 случаях из 17.

#### 2021
В сезоне 2021 года Норрис продолжил выступления в команде McLaren вместе с Даниэлем Риккардо, который заменил Карлоса Сайнса.
В мае гонщик заключил новый многолетний контракт с McLaren, который будет действовать, по одним данным, как минимум до 2024 года, а по другим данным — до конца 2025 года.
В этом сезоне Ландо завоевал 4 подиума, и один из них был вместе с напарником Даниэлем Риккардо в Монце: Даниэль занял 1-е место, а Ландо — 2-е.

#### 2022
В сезоне 2022 Норрис стал 7-м в личном зачете, набрав 122 очка и став единственным пилотом не из лидирующих Red Bull, Ferrari и Mercedes, кто смог завоевать  подиум в том сезоне. Несмотря на свой успех, его команда заняла лишь пятое место, уступив Alpine из-за неуверенных выступлений Даниэля Риккардо.

#### 2024
В этом сезоне Норрис завоевал свою первую победу — на Гран-при Майами.

## Результаты выступлений
| Сезон | Серия                              | Команда               | Гонки      | Победы     | Поулы      | Л/круги    | Подиумы    | Очки       | Место      |
| ----- | ---------------------------------- | --------------------- | ---------- | ---------- | ---------- | ---------- | ---------- | ---------- | ---------- |
| 2014  | Ginetta Junior Championship        | HHC Motorsport        | 20         | 4          | 8          | 2          | 11         | 432        | 3          |
| 2015  | Формула MSA                        | Carlin                | 30         | 8          | 10         | 9          | 15         | 413        | 1          |
| 2015  | ADAC Формула-4                     | Mücke Motorsport      | 8          | 1          | 0          | 3          | 6          | 131        | 8          |
| 2015  | Итальянская Формула-4              | Mücke Motorsport      | 9          | 0          | 0          | 3          | 1          | 51         | 11         |
| 2015  | Осенний кубок британской Формулы-4 | HHC Motorsport        | 4          | 2          | 1          | 1          | 4          | 128        | 5          |
| 2016  | Еврокубок Формулы-Рено 2.0         | Josef Kaufmann Racing | 15         | 5          | 6          | 4          | 12         | 253        | 1          |
| 2016  | Формула-Рено 2.0 СЕК               | Josef Kaufmann Racing | 15         | 6          | 10         | 4          | 11         | 316        | 1          |
| 2016  | Toyota Racing Series               | M2 Competition        | 15         | 6          | 8          | 5          | 11         | 924        | 1          |
| 2016  | Британская Формула-3               | Carlin                | 11         | 4          | 4          | 3          | 8          | 247        | 8          |
| 2016  | Европейская Формула-3              | Carlin                | 3          | 0          | 0          | 0          | 0          | 0          | НК†        |
| 2016  | Гран-при Макао                     | Carlin                | 1          | 0          | 0          | 0          | 0          | Н/Д        | 11         |
| 2017  | Европейская Формула-3              | Carlin                | 30         | 9          | 8          | 8          | 20         | 441        | 1          |
| 2017  | Гран-при Макао                     | Carlin                | 1          | 0          | 0          | 0          | 1          | Н/Д        | 2          |
| 2017  | ФИА Формула-2                      | Campos Racing         | 2          | 0          | 0          | 0          | 0          | 0          | 25         |
| 2017  | Формула-1                          | McLaren Honda         | Тест-пилот | Тест-пилот | Тест-пилот | Тест-пилот | Тест-пилот | Тест-пилот | Тест-пилот |
| 2018  | ФИА Формула-2                      | Carlin                | 24         | 1          | 1          | 1          | 9          | 219        | 2          |
| 2018  | WeatherTech SportsCar Championship | United Autosports     | 1          | 0          | 0          | 0          | 0          | 18         | 58         |
| 2018  | Формула-1                          | McLaren F1 Team       | Тест-пилот | Тест-пилот | Тест-пилот | Тест-пилот | Тест-пилот | Тест-пилот | Тест-пилот |
| 2019  | Формула-1                          | McLaren F1 Team       | 21         | 0          | 0          | 0          | 0          | 49         | 11         |
| 2020  | Формула-1                          | McLaren F1 Team       | 17         | 0          | 0          | 2          | 1          | 97         | 9          |
| 2021  | Формула-1                          | McLaren F1 Team       | 22         | 0          | 1          | 1          | 4          | 160        | 6          |
| 2022  | Формула-1                          | McLaren F1 Team       | 22         | 0          | 0          | 2          | 1          | 122        | 7          |
| 2023  | Формула-1                          | McLaren F1 Team       | 22         | 0          | 0          | 1          | 7          | 205        | 6          |
| 2024  | Формула-1                          | McLaren F1 Team       | 24         | 4          | 8          | 6          | 13         | 374        | 2          |
| 2025  | Формула-1                          | McLaren F1 Team       | 12         | 4          | 3          | 5          | 10         | 226        | 2*         |

† Норрис участвовал в соревновании по приглашению, поэтому ему не начислялись очки чемпионата.
* Сезон продолжается.

### Европейская Формула-3
| Сезон | Команда | Двигатель  | 1     | 2       | 3     | 4     | 5     | 6       | 7      | 8    | 9         | 10      | 11       | 12    | 13       | 14      | 15    | 16    | 17         | 18      | 19    | 20      | 21      | 22    | 23    | 24      | 25      | 26    | 27        | 28         | 29       | 30       | Место | Очки |
| ----- | ------- | ---------- | ----- | ------- | ----- | ----- | ----- | ------- | ------ | ---- | --------- | ------- | -------- | ----- | -------- | ------- | ----- | ----- | ---------- | ------- | ----- | ------- | ------- | ----- | ----- | ------- | ------- | ----- | --------- | ---------- | -------- | -------- | ----- | ---- |
| 2016  | Carlin  | Volkswagen | ЛЕК 1 | ЛЕК 2   | ЛЕК 3 | ХУН 1 | ХУН 2 | ХУН 3   | ПО 1   | ПО 2 | ПО 3      | РБР 1   | РБР 2    | РБР 3 | НОР 1    | НОР 2   | НОР 3 | ЗАН 1 | ЗАН 2      | ЗАН 3   | СПА 1 | СПА 2   | СПА 3   | НЮР 1 | НЮР 2 | НЮР 3   | ИМО 1   | ИМО 2 | ИМО 3     | ХОК 1 Сход | ХОК 2 16 | ХОК 3 16 | НК‡   | 0‡   |
| 2017  | Carlin  | Volkswagen | СИЛ 1 | СИЛ 2 9 | СИЛ 3 | МНЦ 1 | МНЦ 2 | МНЦ 3 2 | ПО 1 2 | ПО 2 | ПО 3 Сход | ХУН 1 8 | ХУН 2 14 | ХУН 3 | НОР 1 11 | НОР 2 1 | НОР 3 | СПА 1 | СПА 2 Сход | СПА 3 1 | ЗАН 1 | ЗАН 2 3 | ЗАН 3 1 | НЮР 1 | НЮР 2 | НЮР 3 1 | РБР 1 4 | РБР 2 | РБР 3 17† | ХОК 1 2    | ХОК 2 11 | ХОК 3 4  | 1     | 441  |

† Пилот не финишировал в гонке, но был классифицирован как завершивший более 90 % её дистанции.
‡ Норрис участвовал в соревновании по приглашению, поэтому ему не начислялись очки чемпионата.

### Формула-2
| Сезон | Команда       | 1         | 2         | 3         | 4         | 5         | 6         | 7         | 8         | 9          | 10        | 11        | 12         | 13         | 14        | 15        | 16        | 17        | 18        | 19        | 20        | 21           | 22           | 23        | 24        | Место | Очки |
| ----- | ------------- | --------- | --------- | --------- | --------- | --------- | --------- | --------- | --------- | ---------- | --------- | --------- | ---------- | ---------- | --------- | --------- | --------- | --------- | --------- | --------- | --------- | ------------ | ------------ | --------- | --------- | ----- | ---- |
| 2017  | Campos Racing | БАХ ГОН   | БАХ СПР   | КАТ ГОН   | КАТ СПР   | МОН ГОН   | МОН СПР   | БАК ГОН   | БАК СПР   | РБР ГОН    | РБР СПР   | СИЛ ГОН   | СИЛ СПР    | ХУН ГОН    | ХУН СПР   | СПА ГОН   | СПА СПР   | МНЦ ГОН   | МНЦ СПР   | ХЕР ГОН   | ХЕР СПР   | ЯСМ ГОН Сход | ЯСМ СПР 13   |           |           | 25    | 0    |
| 2018  | Carlin        | БАХ ГОН 1 | БАХ СПР 4 | БАК ГОН 6 | БАК СПР 4 | КАТ ГОН 3 | КАТ СПР 3 | МОН ГОН 6 | МОН СПР 3 | ЛЕК ГОН 16 | ЛЕК СПР 5 | РБР ГОН 2 | РБР СПР 11 | СИЛ ГОН 10 | СИЛ СПР 3 | ХУН ГОН 2 | ХУН СПР 4 | СПА ГОН 4 | СПА СПР 2 | МНЦ ГОН 6 | МНЦ СПР 5 | СОЧ ГОН Сход | СОЧ СПР Сход | ЯСМ ГОН 5 | ЯСМ СПР 2 | 2     | 219  |

### Формула-1
| Сезон | Команда         | Шасси          | Двигатель                              | Ш | 1      | 2      | 3        | 4     | 5        | 6      | 7        | 8      | 9      | 10     | 11       | 12     | 13       | 14       | 15    | 16       | 17       | 18       | 19       | 20       | 21       | 22    | 23     | 24    | Место | Очки |
| ----- | --------------- | -------------- | -------------------------------------- | - | ------ | ------ | -------- | ----- | -------- | ------ | -------- | ------ | ------ | ------ | -------- | ------ | -------- | -------- | ----- | -------- | -------- | -------- | -------- | -------- | -------- | ----- | ------ | ----- | ----- | ---- |
| 2018  | McLaren F1 Team | McLaren MCL33  | Renault R.E.18 1,6 V6T                 | P | АВС    | БАХ    | КИТ      | АЗЕ   | ИСП      | МОН    | КАН      | ФРА    | АВТ    | ВЕЛ    | ГЕР      | ВЕН    | БЕЛ тест | ИТА тест | СИН   | РОС тест | ЯПО тест | США тест | МЕК тест | БРА тест | АБУ      |       |        |       | —     | —    |
| 2019  | McLaren F1 Team | McLaren MCL34  | Renault E-Tech 19 1,6 V6               | P | АВС 12 | БАХ 6  | КИТ Сход | АЗЕ 8 | ИСП Сход | МОН 11 | КАН Сход | ФРА 9  | АВТ 6  | ВЕЛ 11 | ГЕР Сход | ВЕН 9  | БЕЛ 11   | ИТА 10   | СИН 7 | РОС 8    | ЯПО 11   | МЕК Сход | США 7    | БРА 8    | АБУ 8    |       |        |       | 11    | 49   |
| 2020  | McLaren F1 Team | McLaren MCL35  | Renault E-Tech 20 1,6 V6               | P | АВТ 3  | ШТИ 5  | ВЕН 13   | ВЕЛ 5 | 70Л 9    | ИСП 10 | БЕЛ 7    | ИТА 4  | ТОС 6  | РОС 15 | АЙФ Сход | ПОР 13 | ЭМИ 8    | ТУР 8    | БАХ 4 | САХ 10   | АБУ 5    |          |          |          |          |       |        |       | 9     | 97   |
| 2021  | McLaren F1 Team | McLaren MCL35M | Mercedes M12 E Performance 1,6 V6T     | P | БАХ 4  | ЭМИ 3  | ПОР 5    | ИСП 8 | МОН 3    | АЗЕ 5  | ФРА 5    | ШТИ 5  | АВТ 3  | ВЕЛ 4  | ВЕН Сход | БЕЛ 14 | НИД 10   | ИТА 2    | РОС 7 | ТУР 7    | США 8    | МЕХ 10   | САП 10   | КАТ 9    | САУ 10   | АБУ 7 |        |       | 6     | 160  |
| 2022  | McLaren F1 Team | McLaren MCL36  | Mercedes F1 M13 E Performance 1,6 V6 t | P | БАХ 15 | САУ 7  | АВС 5    | ЭМИ 3 | МАЙ Сход | ИСП 8  | МОН 6    | АЗЕ 9  | КАН 15 | ВЕЛ 6  | АВТ 7    | ФРА 7  | ВЕН 7    | БЕЛ 12   | НИД 7 | ИТА 7    | СИН 4    | ЯПО 10   | США 6    | МЕХ 9    | САП Сход | АБУ 6 |        |       | 7     | 122  |
| 2023  | McLaren F1 Team | McLaren MCL60  | Mercedes F1 M14 E Performance 1,6 V6 t | P | БАХ 17 | САУ 17 | АВС 6    | АЗЕ 9 | МАЙ 17   | МОН 9  | ИСП 17   | КАН 13 | АВТ 4  | ВЕЛ 2  | ВЕН 2    | БЕЛ 7  | НИД 7    | ИТА 8    | СИН 2 | ЯПО 2    | КАТ 3    | США 2    | МЕХ 5    | САП 2    | ЛАС Сход | АБУ 5 |        |       | 6     | 205  |
| 2024  | McLaren F1 Team | McLaren MCL38  | Mercedes F1 M15 E Performance 1,6 V6 t | P | БАХ 6  | САУ 8  | АВС 3    | ЯПО 5 | КИТ 2    | МАЙ 1  | ЭМИ 2    | МОН 4  | КАН 2  | ИСП 2  | АВТ 20   | ВЕЛ 3  | ВЕН 2    | БЕЛ 5    | НИД 1 | ИТА 3    | АЗЕ 4    | СИН 1    | США 4    | МЕХ 2    | САП 6    | ЛАС 6 | КАТ 10 | АБУ 1 | 2     | 374  |
| 2025  | McLaren F1 Team | McLaren MCL39  | Mercedes F1 M16 E Performance 1,6 V6 t | P | АВС 1  | КИТ 2  | ЯПО 2    | БАХ 3 | САУ 4    | МАЙ 2  | ЭМИ 2    | МОН 1  | ИСП 2  | КАН 18 | АВТ 1    | ВЕЛ 1  | БЕЛ      | ВЕН      | НИД   | ИТА      | АЗЕ      | СИН      | США      | МЕХ      | САП      | ЛАС   | КАТ    | АБУ   | 2*    | 226* |

* Сезон продолжается.

### Комментарии
1. ↑  Получил дополнительные четыре очка за пятое место в спринте.
2. ↑  Получил дополнительные два очка за седьмое место в спринте.
3. 1 2  Получил дополнительные три очка за шестое место в спринте.
4. 1 2 3  Получил дополнительные шесть очков за третье место в спринте.
5. ↑  Получил дополнительные пять очков за четвёртое место в спринте.
6. 1 2  Получил дополнительные семь очков за второе место в спринте.
7. 1 2  Лидировал на каждом круге гонки.
8. 1 2  Получил дополнительные восемь очков за первое место в спринте.
9. 1 2  Совершил «хет-трик»: стартовал с поул-позиции, показал быстрый круг в гонке и победил.
10. ↑  Получил дополнительное очко за восьмое место в спринте.